# Althepus indistinctus
Althepus indistinctus is een spinnensoort uit de familie Psilodercidae. De soort komt voor in Borneo.